# 秘密の窓、秘密の庭
『秘密の窓、秘密の庭』（ひみつのまど、ひみつのにわ、原題:Secret Window, Secret Garden）は、スティーヴン・キングの中編小説。1990年に中編集 『Four Past Midnight』において発表された。日本語訳は小尾芙佐（1996年）による。

## 概要
著者は本作のことを「（過去に書いた）『ミザリー』『ダーク・ハーフ』で扱ったテーマに対して、異なるアプローチをした作品」と語っている。身に覚えのない盗作疑惑をかけられた小説家モートが追い詰められていく様を、キングならではの筆致で巧みに描き出している。

## あらすじ
売れっ子作家のモート・レイニーは、妻との離婚問題が遠因でスランプに陥っていた。そんな彼の前に、「自分の作品を盗まれた」と盗作を告げる謎の男ジョン・シューターが現れる。盗作を世間に公表しろ、と執拗な嫌がらせを受けるうちに、モートは次第に憔悴していく。

## 映画化
2004年にジョニー・デップ主演、デヴィッド・コープ監督で『シークレット ウインドウ』として映画化された。